# Elativo
L'elativo è il caso che indica il complemento di moto da luogo interno, ovvero un movimento da qualcosa di interno o con contatto fermo di superficie verso l'esterno. È presente nelle lingue ugro-finniche, e in particolare nel finlandese, nell'estone e nell'ungherese.

## Finlandese
In finlandese la desinenza dell´elativo è -sta/-stä.
Esempi:
- kissasta (dal gatto)
- koirasta (dal cane)
- lehmästä (dalla mucca)

Per formare il plurale, alla radice del singolare si aggiungono i + le vocali e le consonanti richieste a seconda dell'armonia vocalica e dell'armonia consonantica:
- kiss/o-ista (dai gatti)
- koir/-ista (dai cani)
- lehm/-istä (dalle mucche)
- keskus -> keskuksista (dai centri)

Insieme all'inessivo (stato in luogo interno o con contatto fermo alla superficie) e all'illativo (moto verso luogo con contatto), l'elativo è un caso locale con contatto.

## Estone
La desinenza dell'elativo dell'estone è -st.
Esempi:
- kassist 'dal gatto'
- koerast 'dal cane'
- lehmast 'lehmästä'